# (17652) Nepoti
(17652) Nepoti est un astéroïde de la ceinture principale.

## Description
(17652) Nepoti est un astéroïde de la ceinture principale. Il fut découvert le 3 novembre 1996 à Pianoro par Vittorio Goretti. Il présente une orbite caractérisée par un demi-grand axe de 2,66 UA, une excentricité de 0,07 et une inclinaison de 11,4° par rapport à l'écliptique.

## Compléments